# Superliga Argentina (fútbol)
La Superliga Profesional del Fútbol Argentino, conocida como Superliga Argentina de Fútbol, fue una asociación civil encargada de la organización y desenvolvimiento del campeonato de Primera División, la máxima categoría del sistema de competiciones oficiales del fútbol argentino, desde la temporada 2017-18 hasta la de 2019-20. Desde 2019, organizó también la Copa de la Superliga, que se disputaba una vez finalizado el certamen regular de Primera División; y el Trofeo de Campeones de la Superliga, que enfrentaba al campeón de Primera División con el ganador de la Copa de la Superliga.
Estaba ligada contractualmente a la Asociación del Fútbol Argentino y se manejaba con autonomía y estatuto propio.

## Finalidades
Fue creada a semejanza de algunas ligas europeas, con el objetivo supuesto de encauzar y mejorar la administración económica y deportiva de la competición, lo que fue puesto en duda por algunos medios periodísticos, desnudando la maniobra del, por entonces, presidente de la Nación Mauricio Macri, que impulsó su creación como un paso para cumplir su viejo anhelo de implementar las sociedades anónimas deportivas en el fútbol argentino.
La Superliga, a través de la Mesa directiva, con el asesoramiento de la Gerencia de competencias, era la única entidad competente para establecer todas las obligaciones, directrices e instrucciones que debían cumplir los clubes participantes de la Primera División sobre todos los aspectos del torneo, incluidos los relativos a protocolo, derechos comerciales, publicidad, prensa, acreditaciones, etc.

## Última integración

### Comité Ejecutivo
- Presidente: Marcelo Tinelli (Club Atlético San Lorenzo de Almagro) (vicepresidente segundo a cargo de la presidencia)
- Vicepresidente primero: vacante
- Secretario: Carlos Montaña (Club Atlético Independiente)
- Tesorero: Matías Ahumada (Club Atlético Boca Juniors)
- Vocales: Mario Leito (Club Atlético Tucumán), José Lemme (Club Social y Deportivo Defensa y Justicia), Christian Devia (Racing Club)

## Renuncias y disolución
El 10 de marzo de 2020, en medio de propuestas para disolver el ente y devolver el manejo de la Primera División a la AFA, que crearía la Liga Profesional de Fútbol, renunciaron el presidente Mariano Elizondo y el vice primero, Jorge Brito, nombrándose en su reemplazo a Marcelo Tinelli, vicepresidente segundo en representación de San Lorenzo.
Ya resuelta previamente su disolución y la conformación de la Liga Profesional, el 28 de abril de 2020, a raíz de la pandemia de Covid-19, el Comité Ejecutivo de la AFA decidió dar por finalizados todos los certámenes que se estaban disputando y estableció que la próxima temporada se extendería de enero a diciembre del año 2021, tomando a su cargo la organización de los torneos, incluida la Primera División a través de la proyectada Liga Profesional. Con esto se dio por hecha la disolución de la Superliga, que se oficializó en la Asamblea Extraordinaria de la AFA, realizada el 19 de mayo de 2020.